# Wilbich
Wilbich ist seit 1997 ein Ortsteil der damals im Rahmen einer Kommunal- und Gebietsreform gebildeten Gemeinde Schimberg, im Landkreis Eichsfeld in Thüringen. Der Ort liegt im Naturpark Eichsfeld-Hainich-Werratal.

## Geographische Lage
Wilbich liegt etwa 15 Kilometer südlich der Kreisstadt Heiligenstadt, der Ort gehört geographisch zum Obereichsfeld.

### Berge und Erhebungen
Der Ort Wilbich befindet sich südwestlich des Höhenzugs Westerwald, in einem relativ schmalen, nach Nordwesten orientierten Seitental der Frieda. Wilbich umgeben die Berge und Höhen Eßberg (380,6 m ü. NN), Hungerberg (448,8 m ü. NN), Eichberg (425,3 m ü. NN), Eichenberg (348,1 m ü. NN), Weinberg (368,2 m ü. NN), Rollsberg (406,6 m ü. NN), Iberg (314 m ü. NN). Unmittelbar am Ortsrand befindet sich der Scharensberg (284,5 m ü. NN).

### Gewässer
Durch den Ort fließt der Wildebach, der sich nahe der einstigen Mühle mit dem Flüsschen Rosoppe vereint.

### Nachbarorte
Nordwestlich von Wilbich liegt der Ort Ershausen, nordöstlich Großbartloff und im Süden Geismar.

## Geschichte
Wilbich wurde am 7. März 1316 erstmals urkundlich erwähnt.

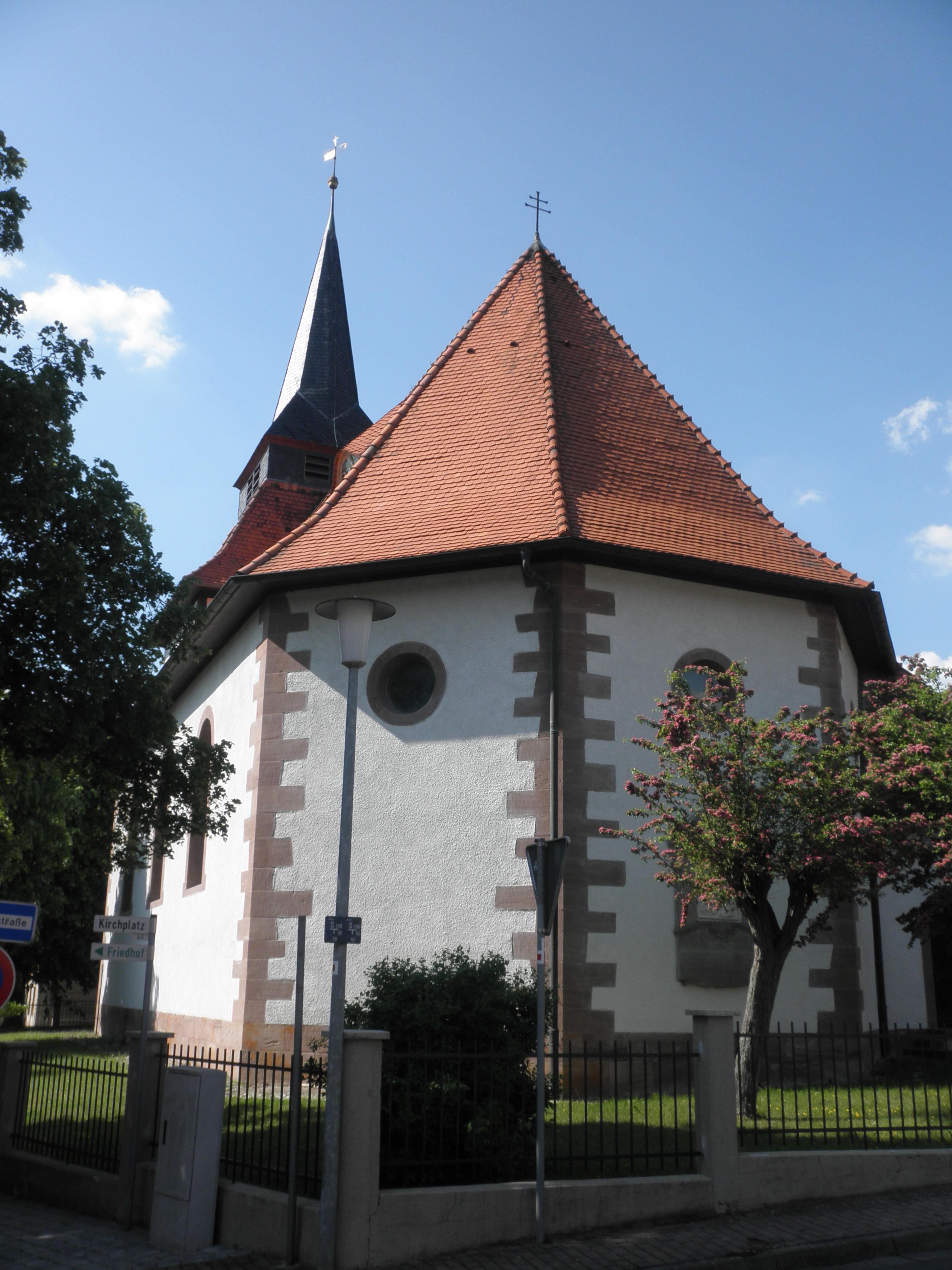
Kirche St. Maria Magdalena in Wilbich, Ostseite

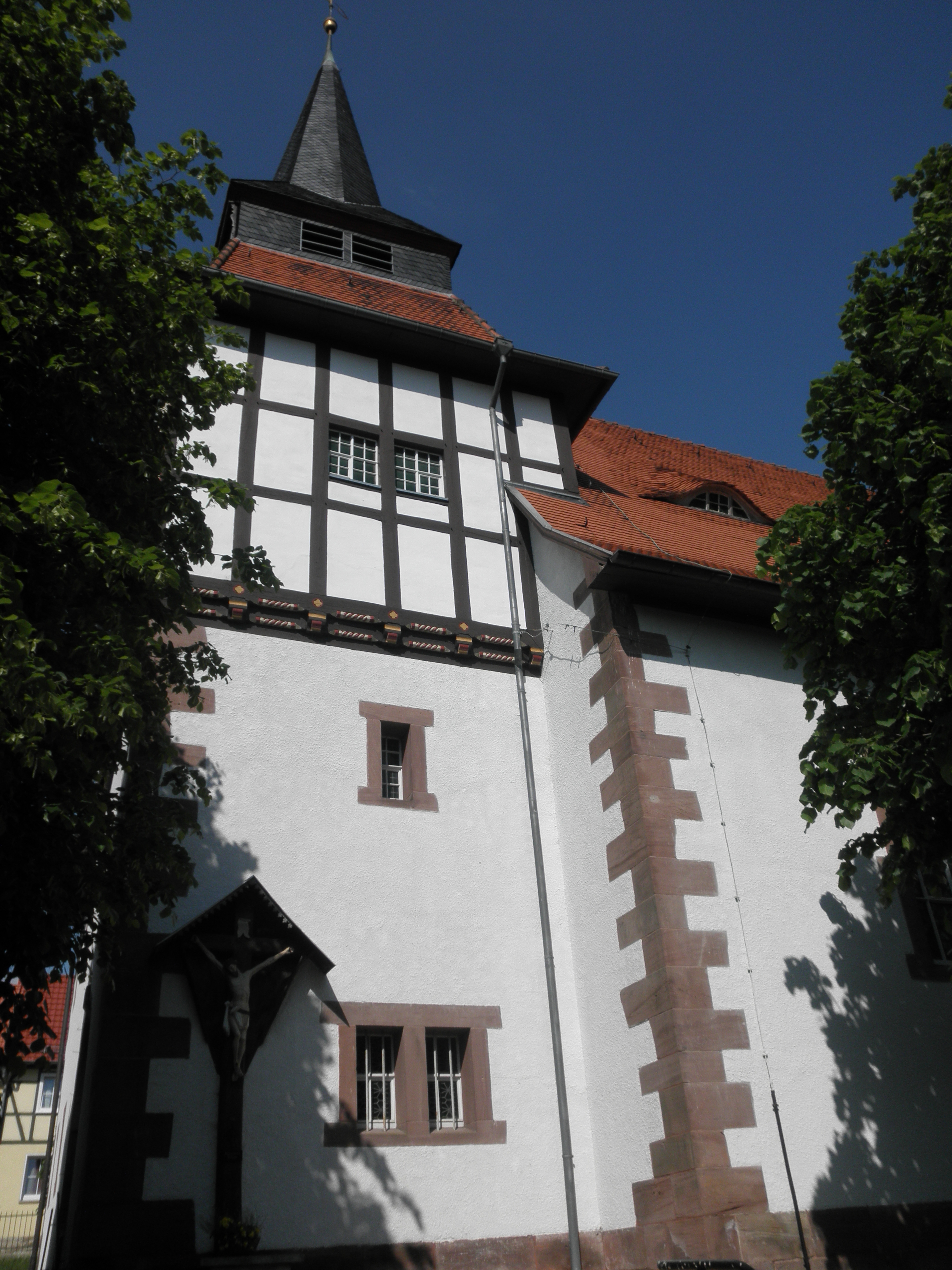
Kirchturm in Wilbich

Der heutige Ortsname leitet sich (vermutlich) von „Wilde Beche“ ab, er bedeutet somit Siedlung am Wildbach. In seinen Studien zu den Flurnamen des Heiligenstädter Kreises verweist Erhard Müller, dass unsere Vorfahren die Mehrzahl der Wild-Flurnamen meist mit der Bedeutung unfruchtbar – auch mit verwildert gebildet haben. Somit könnte Wilbich auch als “Ort an dem die landwirtschaftlichen Erträge eher spärlich ausfallen” verstanden werden. Was in diesem Fall wegen der sandigen, rasch austrocknenden Böden auch zutraf.
Der Ort Wilbich und die Mehrzahl der Nachbarorte gehörten zum Amtsbezirk der nur vier Kilometer entfernten Burg Stein, nach deren Zerstörung zum später errichteten Schloss Bischofstein bei Lengenfeld unterm Stein. Diese Burg Stein gehörte zunächst zu den Befestigungsanlagen des Mainzer Erzbistums und gelangte zeitweise an die Herren von Plesse. Erst 1326 erwarb sie der Mainzer Erzbischof für einen beachtlichen Preis zurück, musste die Burgherrschaft aber (aus vertraglichen Gründen) mit dem Landgrafen von Thüringen teilen.
Während des Spätmittelalters bestand Wilbich als eine weilerartige Siedlung. Im Ort unterscheidet man noch immer die Flurbereiche in „Ober Wilde Beche“, „Mittel Wilde Beche“ und „Unter Wilde Beche“. Die heutige Ortslage nimmt dabei den Platz von „Mittel Wilde Beche“ ein.
Der Ort gehörte kirchlich zur Pfarrei Geismar, besaß aber bereits im 16. Jahrhundert ein eigenes Gotteshaus. Diese erste, wohl noch sehr bescheidene Dorfkirche stand unter dem Patronat St. Maria-Magdalena. Nahebei war der einstige Dorfanger, er ist inzwischen überbaut.
Infolge kriegerischer Ereignisse verödete das Land und viele Bauern des Eichsfeldes verließen ihre Dörfer, um in den Städten nach Arbeit zu suchen. Besonders der Dreißigjährige Krieg und der Siebenjährige Krieg wirkten sich verheerend auf den ganzen Landstrich aus. Hinzu kamen die Pestwellen und andere Seuchen, denen die Dorfbevölkerung schutzlos ausgeliefert blieb. In diesem Zusammenhang könnte der Flurname Im Seechen, westlich von Großbartloff, auf eine zeitweise erforderliche Seuchen-Isolierstation verweisen.
Zu den wichtigen Bauwerken des Ortes zählte die Mühle. Die von der Rosoppe angetriebene Griesmühle, etwas abseits vom Ort gelegen, war ursprünglich eine Mahlmühle. Ihr Standort war an der Straße von Ershausen nach Geismar am Fuß des Iberg. Von 1664 bis 1823 war sie im Besitz einer Müllerfamilie Pudenz. Die neuen Besitzer hatten wenig Glück: 1857 zerstörte ein Brand das Hauptgebäude, 1867 wurde die baufällige Mühle durch Neubau ersetzt, nun folgten weitere Besitzer und Pächter, nach dem Krieg wohnte auch eine Umsiedlerfamile im Haus. Etwa 1960 war die Mühle unbrauchbar und das Mühlrad wurde entfernt. 1982 erfolgte der Abriss der ruinösen Gebäudeteile.
Das Dorf Wilbich zählte um 1840 laut einer statistischen Untersuchung 595 katholische und 4 evangelische Einwohner. Es wurden weiterhin 80 Wohnhäuser, 90 Stallungen und Scheunen, zwei Gemeindehäuser, drei Krüge, vier Schenken und eine Schule erwähnt. Lediglich ein Lehrer konnte angestellt werden, er unterrichtete die schulpflichtigen 68 Knaben und 86 Mädchen. Die Bevölkerung lebte noch in drückender Armut. In Wilbich betrieb man zu dieser Zeit überwiegend das Gewerbe des Lumpensammelns – immerhin 70 Personen gingen diesem Gewerbe nach.
Die handwerkliche Weberei und Textilfertigung war im Eichsfeld weit verbreitet, doch in Wilbich fand man nur zwei primitive Webstühle. Als sonstige Gewerbe- und Handwerksbetriebe nennt die Übersicht einen Bäcker, einen Maurer, einen Hausschlächter, einen Weißbinder, zwei Brauereien,
eine Mahlmühle, eine Ölmühle, auch zehn Mägde. Sechs Lebensmittelhändler (Victualienhändler) und versorgten die benötigten Lebensmittel von außerhalb.
Der gesamte Viehbestand umfasste 12 Pferde, ein Esel, 66 Rinder, 75 Schafe, 11 Ziegen und 36 Schweine. Die Dorfflur umfasste 1079 Morgen Fläche, die landwirtschaftliche Nutzfläche umfasste davon 653 Morgen Ackerland, 14 Morgen Gartenland. Ferner wurden 42 Morgen Privatwald und 370 Morgen Brachland genannt. Der Ertrag der Felder wurde als schlecht bis mittelmäßig eingeschätzt.
Am östlichen Ortsrand befindet sich noch die im letzten Jahrhundert angesiedelte Zigarrenfabrik. Diese ist die bisher einzige handwerklich-industrielle Arbeitsgelegenheit im Ort. Heute pendeln die berufstätigen Einwohner in die Nachbargemeinden und nach Hessen.
Wilbich wurde nach kurzem Beschuss am 9. April 1945 durch US-Armee besetzt und Anfang Juli -wie ganz Thüringen- an die Rote Armee übergeben. So wurde es Teil der SBZ und ab 1949 der DDR.

## Wappen
Blasonierung: „Gespalten von Grün und Schwarz; vorn ein silberner stilisierter Taufstein; hinten ein silberner schräglinker Wellenbalken, belegt mit einer blauen Forelle figurweise.“
Das Wilbicher Wappen ist gespalten von Grün und Schwarz. Es zeigt im grünen Bereich einen silbernen stilisierten Taufstein. Der schwarze Teil des Wappens hat einen silbernen schrägen Wellenbalken und ist mit einer blauen Forelle belegt. Dies leitet sich vom historischen Ortsname „Wilde Beche“ ab.
Das Wappen wurde von Karl-Heinz Fritze gestaltet.

## Kultur und Sehenswürdigkeiten
Der Wilbicher Karnevalsverein ist im Eichsfeld bekannt. Jedes Jahr feiert man wieder mit prächtigen Auftritten, Büttenreden, Show und Tanz die fünfte Jahreszeit.

### Bauwerke
- Die Kirche St. Maria Magdalena in Wilbich gehört seit dem 1. Januar 2022 zur Katholischen Pfarrgemeinde St. Ursula in Geismar. Das schlichte Gotteshaus wurde in den Jahren 1912/13 in größerer Form mit nur einem Seitenschiff an Stelle der Vorgängerkirche errichtet. Von dieser stammt der Taufstein aus dem Jahre 1571.

- Das Gemeindehaus ist ein Mehrzweckgebäude und Dienstort des Bürgermeisters. Auch dieses Gebäude hat eine lange Geschichte, es wurde auf dem alten Friedhof von Wilbich erbaut und diente zunächst als Schule, dann als Kindergarten. Der Große Saal steht allen Einwohnern für Familienfeiern zur Verfügung.
- Zahlreiche denkmalgeschützte Fachwerkhäuser reichen vom Baudatum bis in das 18. Jahrhundert zurück.